# Dana Spiotta
Dana Spiotta (née en 1966) est une écrivaine américaine.

## Biographie
Son premier roman Lightning Field, paru en 2001, est l’un des livres de l’année du New York Times Book Review. En 2006, elle publie Eat the Document qui est sélectionné aux National Book Awards et remporte le Rosenthal Foundation Award de l’Académie américaine des arts et des lettres. En 2007, elle obtient une bourse Guggenheim. 
Son troisième roman, Stone Arabia paru en 2011, est sélectionné aux National Book Critics Circle Awards..
Elle est également lauréate du Prix de Rome de littérature et a obtenu une bourse de la New York Foundation for the Arts.
Elle enseigne l’écriture créative à l’Université de Syracuse.

## Œuvre

### Romans
- Lightning Field (2001) Publié en français sous le titre Elle à L. A., traduit par Michèle Lévy-Bram, La Tour-d'Aigues, Éditions de l'Aube, coll. « Regards croisés. Série Transatlantique », 2003  (ISBN 2-87678-854-3)
- Eat the Document (2006) Publié en français sous le titre Eat the Document, traduit par Élodie Leplat, Arles, Actes Sud, coll. « Lettres anglo-américaines », 2010  (ISBN 978-2-7427-8798-2)
- Stone Arabia (2011) Publié en français sous le titre Stone Arabia, traduit par Emmanuelle et Philippe Aronson, Arles, Actes Sud, coll. « Lettres anglo-américaines », 2013  (ISBN 978-2-330-02500-7)
- Innocents and Others (2016)Publié en français sous le titre Les Innocents et les Autres, traduit par Emmanuelle et Philippe Aronson, Arles, Actes Sud, coll. « Lettres anglo-américaines », 2019  (ISBN 978-2-330-11819-8)
- Wayward (2021), Knopf  (ISBN 9780593318737)

## Sur quelques ouvrages

### Stone Arabia
Le récit est globalement la chronique de l'année 2004 concernant la vie courante de trois personnages, vivant du côté de Los Angeles :
- Denise (Kranis) (1957-), autrefois intéressée par le théâtre, avec une audition au Barbara Stanwyck Theatre,
  - son mari disparu, Will,
  - sa fille, Ada (1979- ?),
  - son petit ami, Jay,
- Nik, Nikolas Theodore Kranis (1954-), alias Nik Worth, musicien, chanteur, membre de différents groupes (Demonics, Pearl Poets...) teneur de chroniques (partiellement inventées) depuis 1973,
- leur père Richard (1925?-1965), Kronos,
- leur mère (1930- ?), en début de démence sénile (Alzheimer, mémoire, orientation, anxiété...),
- et quelques personnages secondaires, dont les amis ou collègues de Nik.

Tout se gâte quand Denise se met à prendre les médicaments de sa mère...